# 泰斯河
泰斯河（River Teith，在英語圈以外的國家單純簡稱名為Teith）是蘇格蘭的一條河流，由斯特靈郡卡蘭德（Callander）的兩條較小的河流加布烏伊斯格河（Garbh Uisge）和伊斯戈拜恩湖（Eas Gobhain）匯合而成。它流入斯特靈西北部德利普附近的福斯河（River Forth）。

## 路線
泰斯河由兩個匯合較小的河流組成：一條來自韋納查湖（Loch Venachar），其河流伊斯戈拜恩湖（Eas Gobhain），另一條來自盧布奈格湖（Loch Lubnaig）其河流為加爾布維斯河（Garbh Uisge）。河流沿著卡蘭德經過並連結著凱爾特水（Keltie Water）1英里（1.6）之凱爾特橋（Keltie Bridge）南邊。在流向至迪恩斯頓（Deanston）和杜恩（Doune），這裡是阿多克伯恩河（Ardoch Burn）之交界處，在匯合至更小的斯特靈上游的福斯河前。

## 外部連結
- "Forth District Salmon Fishery Board" （页面存档备份，存于）
- "River Forth Fisheries Trust"
- "Doune Historical Notes - Moray S MacKay